# Bäckmyrkullen
Bäckmyrkullen este o arie protejată (arie specială de conservare — SAC, sit de importanță comunitară — SCI) din Suedia întinsă pe o suprafață de 53,2 ha, integral pe uscat.

## Localizare
Centrul sitului Bäckmyrkullen este situat la coordonatele 64°02′23″N 18°09′59″E / 64.0396°N 18.1664°E.

## Înființare
Situl Bäckmyrkullen a fost declarat sit de importanță comunitară în decembrie 1995 pentru a proteja un număr necunoscut de specii din flora spontană și fauna sălbatică aflate în arealul zonei. Situl a fost protejat și ca arie specială de conservare în martie 2011.

## Biodiversitate
Situată în ecoregiunea boreală, aria protejată conține 4 habitate naturale: Mlaștini împădurite, Mlaștini turboase de tranziție și turbării mișcătoare, Lacuri și iazuri distrofice naturale, Taiga vestică.
La baza desemnării sitului se află un număr nedeclarat de specii protejate.